# Julia Boyer Reinstein
Julia Boyer Reinstein (Castle, 3 de novembro de 1906 – Cheektowaga, 18 de julho de 1998) foi uma professora e historiadora americana que cresceu no oeste de Nova Iorque e começou sua carreira lecionando em Deadwood, Dakota do Sul. Depois de mais de uma década de ensino, ela se tornou fundadora da Federação Histórica do Condado de Erie e a primeira historiadora de Cheektowaga, Nova Iorque.
Comprometida em preservar a história da área e educar os cidadãos sobre sua herança, ela e seu marido foram fundamentais na doação de propriedades para o estabelecimento de uma reserva natural, diversas bibliotecas e para o ensino superior. Ela foi objeto de um estudo antropológico que avaliou a fluidez de gênero e a natureza de tornar pública a própria sexualidade na década de 1990.

## Primeiros anos e educação
Julia Agnes Boyer nasceu em 3 de novembro de 1906, em Castile, Nova Iorque. É filha de Julia (nascida Smith) e Lee Boyer. O pai de Boyer era um engenheiro que trabalhou na Western Union Telegraph Company e depois em vários projetos de energia e luz nas Grandes Planícies, incluindo Kansas City e St. Louis, Missouri, e no Território Indígena, antes de se tornar o gerente geral da Consolidated Power and Light Company em Black Hills, Dakota do Sul. Quando Boyer tinha seis semanas de idade, sua mãe deixou Nova Iorque para se juntar ao pai, que estava trabalhando em um emprego de engenharia em Wolseley, Saskatchewan. Os pais dela se divorciaram quando ela tinha cerca de 1+1⁄2 anos de idade, e sua mãe a levou de volta para Castela, onde encontrou trabalho como professora. A família de sua mãe era proeminente na zona rural do oeste de Nova Iorque, onde seu avô, Frederick H. Smith, trabalhou como pecuarista, advogado e banqueiro. Sua tia-avó e tio, Julia A. (nascida Pickett) e Fred Norris, que ajudaram a criar Boyer, eram os donos do jornal em Warsaw, Nova Iorque.
Em 1915, a mãe de Boyer casou-se com Charles Mason, dono de uma loja de artigos gerais em Silver Springs. Boyer permaneceu em Varsóvia, morando com os Norrises, e visitava sua mãe e seu padrasto nos fins de semana. Seu pai não teve permissão para fazer contato com Boyer, de acordo com os termos do divórcio de seus pais, até que ela completasse dezoito anos. Em 1924, Boyer matriculou-se no Elmira College e começou a explorar seus sentimentos lésbicos. Em 1926, seu pai entrou em contato com ela e eles se conheceram. Ele aceitou o lesbianismo dela e os dois começaram um relacionamento intenso para se reencontrarem. Quando se formou em 1928 com um diploma de bacharel e um certificado de ensino, Boyer mudou-se para Deadwood, Dakota do Sul, para viver com seu pai e madrasta, Sarah Isabel (nascida Rouch).
Ao chegar em Deadwood, Boyer começou a acompanhar o pai em viagens de negócios. Ela desenvolveu inúmeros flertes com outras mulheres e, embora fosse aberta sobre sua atração sexual com sua família e círculo íntimo, ela permaneceu muito discreta, como era ditado pela época. O seu pai, que voava frequentemente no seu avião privado para inspeccionar as centrais eléctricas que geria no Missouri, Nebraska e Dakota do Sul, apoiava os seus negócios e até ajudava a organizá-los. Por sua vez, ela manteve-se discreta sobre seus casos extraconjugais.

## Vida pessoal e carreira
Com a chegada da Grande Depressão, Boyer conseguiu um emprego em um dos campos de mineração perto de Deadwood e trabalhou lá por dois anos. Quando ela decidiu continuar seus estudos em Chicago, seu pai não queria que ela fosse embora e usou sua influência para ajudá-la a obter emprego no sistema escolar de Deadwood. Em 1930, ela conheceu outra professora, Dorothy Brashier, e se apaixonou, e pela primeira vez contemplou o que era um relacionamento lésbico comprometido. Elas desenvolveram um círculo de outros casais lésbicos, e embora não escondessem seus relacionamentos, não os discutiam.
Quando o pai de Boyer morreu inesperadamente em 1933, ela deixou Deadwood e voltou para a família de sua mãe em Nova Iorque. Ela conseguiu um cargo de professora na conservadora cidade de Castela, levando Dorothy com ela. Durante a semana, ela alugava quartos na cidade, mas nos fins de semana ela e Dorothy dividiam uma suíte que sua mãe e seu padrasto haviam criado para elas em sua casa. Durante as férias de verão, o casal alugou um apartamento na cidade de Nova Iorque, para facilitar a realização de cursos de mestrado na Universidade de Columbia.
No início da década de 1940, Dorothy deixou Julia e Julia aceitou um emprego em Buffalo. As circunstâncias, muito diferentes daquelas que ela experimentou com a confortável proteção de sua família, não lhe permitiram encontrar companhias femininas. Logo após obter seu mestrado em educação pela Columbia, Boyer se casou com o viúvo Dr. Victor Reinstein em 28 de setembro de 1942 em Baltimore, Maryland, e depois usou o nome Julia Boyer Reinstein, mantendo seu nome de solteira como uma alternativa em caso de invasão dos EUA pelos nazistas e para reconhecer que ela nunca realmente desistiu de sua orientação lésbica. Depois de dar aulas no estado de Nova Iorque por uma década, Boyer Reinstein trabalhou por um ano e meio na Universidade de Buffalo no departamento de história. Em 1953, ela se tornou a primeira historiadora de Cheektowaga e foi uma das fundadoras da Federação Histórica do Condado de Erie, atuando como sua presidente. Quando a Federação foi fundada, havia apenas sete filiadas, que chegaram a vinte e oito sociedades durante seu mandato.
Boyer Reinstein foi ativa em vários empreendimentos, atuando como vice-presidente do conselho da Biblioteca Pública de Cheektowaga e como membro do Comitê de Preservação Histórica do Condado de Erie. Ela era uma palestrante requisitada e, além de publicar livros de mapas e histórias sobre a história do condado, ela e seu marido se tornaram benfeitores da área. Eles doaram a propriedade para a Reserva Natural Reinstein Woods e construíram a Biblioteca Anna M. Reinstein em Cheektowaga. Após a morte do marido em 1984, Boyer Reinstein retomou sua vida como lésbica. Em 1990, Boyer Reinstein iniciou uma série de doações à sua alma mater para permitir que o Elmira College estabelecesse o Departamento de Estudos Femininos. Um simpósio anual em sua homenagem é realizado pela faculdade para promover bolsas de estudo sobre mulheres. O casal também doou fundos para estabelecer a Biblioteca Julia Boyer Reinstein em Cheektowaga e o Centro Julia Boyer Reinstein do Museu de História de Buffalo no campus do museu.

## Morte e legado
Boyer Reinstein morreu em 18 de julho de 1998, e seu memorial foi realizado quatro dias depois em Cheektowaga, Nova Iorque. Reinstein foi o tema de um estudo antropológico de 1996 sobre a vida lésbica feito por Elizabeth Lapovsky Kennedy, avaliando a diferença entre a vida lésbica de classe média e alta. Kennedy empreendeu o estudo para examinar a compreensão do que significava ser "assumida" como lésbica, a energia sexual das mulheres naquele período e a aceitação da sexualidade de Boyer Reinstein por seus pais.
Devido à proeminência de sua família na comunidade e aos tabus de falar sobre intimidade em público, as lésbicas de sua classe social eram protegidas e autorizadas a viver suas vidas, desde que mantivessem a aparência tradicional de filhas obedientes e respeitassem as sutilezas sociais. A sexualidade era vista como uma preocupação privada e os rumores eram graciosamente ignorados para preservar a posição de cada um na comunidade.
Ao examinar a vida de Boyer Reinstein, as complexidades de uma existência enrustida emergiram, mostrando que para as mulheres das classes altas, estar no armário não era opressivo, mas sim permitia-lhes a liberdade de se expressar, desde que sua expressão fosse na esfera privada, e não pública.